# Oxymacaria apamaria
Oxymacaria apamaria är en fjärilsart som beskrevs av Walker 1860. Oxymacaria apamaria ingår i släktet Oxymacaria och familjen mätare. Inga underarter finns listade i Catalogue of Life.